# Ulica Czapliniecka w Bełchatowie
Ulica Czapliniecka znajduje się w północno-zachodniej części Bełchatowa. Jest to jedna z głównych ulic bełchatowskich, usytuowana w ciągu komunikacyjnym drogi wojewódzkiej nr 484 do Zelowa i miejscowości Buczek. Ulica jest jednojezdniowa na całej swej długości. Dawniej ul. Czapliniecka nie posiadała ścieżki rowerowej, obecnie chodnik na długości 2,5 km zostały zmodernizowane od Ronda im. Gen. Władysława Andersa do ul. Wrzosowej posiada ścieżkę rowerową. Jest to jedna z największych ulic bełchatowskich. Ulica Czapliniecka ma długość ok. 3,5 km i w całości jest fragmentem drogi wojewódzkiej nr 484 Kamieńsk – Bełchatów – Zelów – Buczek.

## Przebieg
Ulica zaczyna się od ronda w centrum miasta i dalej w kierunku północno-zachodnim ciągnie się aż do granic administracyjnych Bełchatowa. Przedłużeniem ulicy Czaplinieckiej jest droga wojewódzka nr 484 (Buczek-Kamieńsk).

## Otoczenie
- Apteka, ul. Czapliniecka 5
- Schronisko Miejskie w Bełchatowie, ul. Czapliniecka 7a
- Bełchatowskie Centrum Pomocy Bliźniemu Stowarzyszenia „MONAR”, ul. Czapliniecka 19b
- Administracja Domów Mieszkalnych. Sp. z o.o, ul. Czapliniecka 68
- Powiatowe Centrum Pomocy Rodzinie, ul. Czapliniecka 72/74
- Niepubliczny Zakład Opieki Zdrowotnej MegaMed Sp. z o.o., ul. Czapliniecka 93/95
- Centrum Kształcenia Praktycznego, ul. Czapliniecka 96
- Szpital Wojewódzki im. Jana Pawła II w Bełchatowie, ul. Czapliniecka 123
- teren strefy Bełchatowsko-Kleszczowskiego Parku Przemysłowo Technologicznego Sp. z o.o.

## Ważniejsze obiekty
- II Liceum Ogólnokształcące im. Jana Kochanowskiego w Bełchatowie, ul. Czapliniecka 72
- IV Liceum Ogólnokształcące im. gen. Ludwika Czyżewskiego w Bełchatowie, ul. Czapliniecka 96 (przy Zespole Szkół Ponadgimnazjalnych Nr 3)
- V Liceum Ogólnokształcące w Bełchatowie, ul. Czapliniecka 98
- osiedle Czapliniecke (na południe od ulicy)
- Hotel Energetyk, ul. Czapliniecka 44
- i inne.

## Obiekty
Przy ul. Czplinieckiej znajduje się wiele obiektów m.in.:
- ul. Czapliniecka 72 – Zespół Szkół Ponadgimnazjalnych nr 2 im. Jana Kochanowskiego w Bełchatowie
- ul. Czapliniecka 96 – Zespół Szkół Ponadgimnazjalnych nr 3 im. Ludwika Czyżewskiego w Bełchatowie
- ul. Czapliniecka 98 – Zespół Szkół Ponadgimnazjalnych nr 4 im. Romualda Traugutta w Bełchatowie

### Komunikacja
Ulica Czapliniecka pełni rolę ważnego traktu komunikacyjnego. Przebiegają przez prawie wszystkie linie autobusowe (1, 2, 3, 4, 5, 6, 9, 10 więcej, zobacz też: Miejski Zakład Komunikacji w Bełchatowie).

### Pochodzenie nazwy
Nazwa ulicy związana jest z dawną wsią Czapliniec. Wieś w 1933 roku została przyłączona do Bełchatowa.